# Oxyopes niveosigillatus
Oxyopes niveosigillatus là một loài nhện trong họ Oxyopidae.
Loài này thuộc chi Oxyopes. Oxyopes niveosigillatus được Cândido Firmino de Mello-Leitão miêu tả năm 1945.